# Чень Цзінцзін
Чень Цзінцзін (нар. 19 серпня 1975) — колишня китайська тенісистка.
Найвищу одиночну позицію світового рейтингу — 244 місце досягла 23 вересня 1996, парну — 290 місце — 19 жовтня 1998 року.

## Фінали ITF
| Турніри $25,000 |
| Турніри $10,000 |

### Одиночний розряд (1–1)
| Результат | Ранг | Дата              | Турнір            | Покриття | Суперниця | Рахунок       |
| Поразка   | 1.   | 2 вересня 1996    | Пекін, КНР        | Тверде   | Чень Лі   | 6–7, 6–4, 1–6 |
| Перемога  | 2.   | 17 листопада 1997 | Маніла, Філіппіни | Тверде   | Ху Чін-Бі | 6–1, 7–6(2)   |

### Парний розряд (3–3)
| Результат | Ранг | Дата              | Турнір             | Покриття | Партнерка   | Суперниці                     | Рахунок          |
| --------- | ---- | ----------------- | ------------------ | -------- | ----------- | ----------------------------- | ---------------- |
| Поразка   | 1.   | 24 жовтня 1994    | Кіото, Японія      | Тверде   | Лі Лі       | Аннабел Еллвуд Труді Мусгрейв | 6–4, 6–7(3), 3–6 |
| Поразка   | 2.   | 25 березня 1996   | Бандунґ, Індонезія | Тверде   | Лі Лі       | Обата Саорі Урабе Намі        | 3–6, 3–6         |
| Перемога  | 1.   | 8 вересня 1996    | Пекін, КНР         | Тверде   | Лі Лі       | Чень Лі Ї Цзін-Цянь           | 2–6, 7–5 ret.    |
| Поразка   | 3.   | 3 листопада 1997  | Пекін, КНР         | Тверде   | Ї Цзін-Цянь | Ісіда Кейко Наґатомі Кейко    | 6–7(4), 6–1, 3–6 |
| Перемога  | 2.   | 23 листопада 1997 | Маніла, Філіппіни  | Тверде   | Yang Qin    | Choi Ju-yeon Eun Young-ha     | 6–7(6), 6–3, 6–1 |
| Перемога  | 3.   | 23 лютого 1998    | Мумбаї, Індія      | Тверде   | Yang Qin    | Урабе Намі Ямаґісі Йоріко     | 7–6(5), 6–2      |